# Stadio Romeo Galli
Stadio Romeo Galli – wielofunkcyjny stadion w mieście Imola we Włoszech. Może pomieścić 4000 widzów. Swoje spotkania rozgrywa na nim amatorska drużyna Imolese Calcio 1919. Mieści się wewnątrz toru wyścigowego Autodromo Enzo e Dino Ferrari. Od 1926 roku na terenie obecnego stadionu znajdowało się boisko, które rozbudowano w roku 1934. W 2011 roku stadion był jedną z aren kobiecych Mistrzostw Europy U-19. Rozegrano na nim trzy spotkania fazy grupowej, jeden półfinał oraz finał turnieju.